# Clitiga excavata
Clitiga excavata là một loài tò vò trong họ Ichneumonidae.